# Ніу Ланд (національний парк)
Національний парк Ніу Ленд (New Land National Park; гол.: Nationaal Park Nieuw Land) — національний парк у нідерландській провінції Флеволанд.
Він був заснований 1 жовтня 2018 року, коли міністр Карола Шоутен відвідала провінцію, щоб зробити оголошення. Національним парком керують організації Flevo-landschap, Управління державного лісового господарства і Natuurmonumenten. Загальна площа — 289 км2 (112 миля2), із яких понад 75 % становить вода. Земля, переважно заболочена, є частиною штучного острова Флевопольдер. Природні заповідники, що входять до складу національного парку, становлять Оствардерсплассе, Лєпларплассе, озеро Маркермер і штучний архіпелаг Маркер Вадден. Деякі з цих територій вже були охоронюваними Natura 2000 ще до створення парку. Національний парк Ніу ланд відвідують численні види перелітних птахів.
У 2019 році уряди та природоохоронні організації зобов'язалися витратити 470 мільйонів євро упродовж наступних двадцяти років на розвиток парку та з'єднання його окремих частин.